# Inga cyclocarpa
Inga cyclocarpa är en ärtväxtart som beskrevs av Adolpho Ducke. Inga cyclocarpa ingår i släktet Inga och familjen ärtväxter. Inga underarter finns listade i Catalogue of Life.